# بسام الحمراوي
بسام الحمراوي هو ممثل وكوميدي ومعلق ومنتج مسرحي ومخرج تونسي، ولد في 15 فبراير 1988 في تونس، يعمل لحساب قناة الحوار التونسي.

## حياته الفنية
ولد في تونس في 15 فبراير 1988 بدأ مشواره الفني سنة 2012، يعد بسام الحمراوي من أول الوجوه الجديدة التي تعرف عليها الجهمور في برنامج لاباس على قناة الحوار التونسي. قدم “سكتشات” (مشاهد قصيرة) مختلفة على امتداد مواسم لاباس. في نفس السنة عرض أول مسرحية له بعنون ستاند باي Stand By مع فيصل الحضيري من تأليفه مع معز القديري وفيصل الحضيري.
في 2014، قدم بسام مسرحية مباركة ومبروكة في رحلة العمر مع فيصل الحضيري من تأليف نوفل الورتاني وإخراج الصادق حلواس من إنتاج شركة «ايليوس استراتيجيا». عرضها الأول بالمسرح البلدي بسوسة والعرض الثاني بصفاقس ومنها إلى باريس. عرض يروي قصة إمرأتين فازتا بتذكرتا سفر إلى فرنسا وتدور أحداثه في المطار، حيث المواقف الهزلية الناقدة من خلال وضعيات تتعرض لها المرأتين وهي عبارة عن صراع ظاهر وخفي في المجتمع التونسي بين قطبي المحافظة والتحرر. · 
في 2016، قدم بسام مسرحية بعنوان ملاّ عيلة عرض مسرحي مع نعيمة الجاني وأميمة بن حفصية وفيصل الحضيري نص وإخراج الصادق حلواس. إعتبر بسام أنّ هذه التجربة المسرحية التي تعتمد على نوع الفودفيل تعد جديدة ومختلفة عما قدمه من قبل. عرضت هذه المسرحية بالمسرح الأثري بقرطاج والعديد من المسارح والمهرجانات. تولى دور عدنان وهو شاب يعاني البطالة ويطمح إلى الزواج خاصة مع تقدمه في السن، لكن ظروفه الاجتماعية تحول دون ذلك، ليجد نفسه يتخط وسط مشاكل مادية ونفسية إضافة إلى تسلط والدته «شهلة» نعيمة الجاني، وخاله فيصل الحضيري وامام كل هذه المشاكل يتبخر حلمه بالزواج من ابنة خاله والتي تجسد شخصيتها اميمة بن حفصية.
في نفس السنة عمل معلقا في برنامج أمور جدية في جميع مواسمه حتى سنة 2018، مع خولة سليماني، بية الزاردي، كريم الغربي، وسيم الحريصي فيصل الحضيري، فوزي بن قمرة وزياد المكي. تقديم نوفل الورتاني ثم علاء الشابي.
في عام 2017، أنتج الحمراوي وألف مسرحية دراقة وهي رحلة موسيقية في دهاليز السجن، من إنتاج نوفل الورتاني. في يونيو من نفس العام وبفضل عمله الجاد حجز بسام الحمراوي مكانا في قائمة افصل الكوميديين التونسيين ثم حصل على جائزة أفضل كوميدي تونسي في استفتاء موزاييك أف أم لرمضان 2017. وقد نال بسام هذه الشهرة بفضل عمله المتواصل وقدرته علي تقمص شخصيات كوميدية بامتياز وو على نجاحه بدور سمير سنكوح في دنيا أخرى.

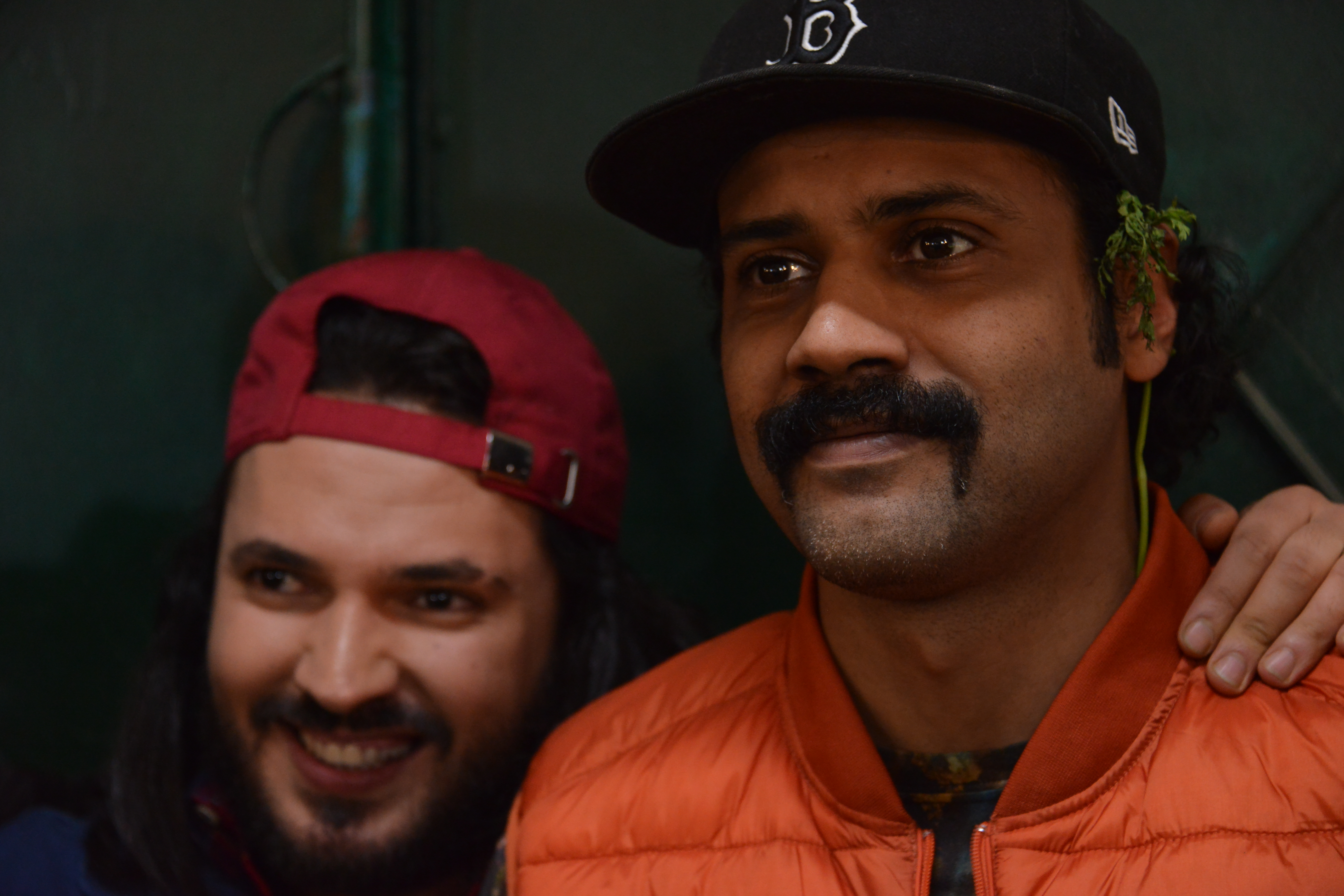
بسام الحمراوي و كريم الغربي في سلسلة دنيا أخرى

في 2018 و 2019، بعد نجاحهما في سلسلة دنيا أخرى، وبعد الانسجام الذي أظهراه في برنامج أمور جدية، قدم بسام الحمراوي مع كريم الغربي مسرحيتهم المزدوجة دوبل فاص في المسرح البلدي بتونس، تليها مهرجان بنزرت الدولي في دورته السابعة والثلاثين وسط حضور جماهري غفير يقدر ب15 ألف متفرج وفي المسرح البلدي بحومة السوق جربة في اطار الدورة الثانية واربعون لمهرجان جربة  وفي فرنسا.
فاز الحمراوي بجائزتين في جوائز الرمضان كأفضل كوميدي تونسي لدوره حفناوي في المسرحية الهزلية قسمة وخيان تم منحه جائزة سفيان الشعري لعامي 2018 و 2019.
أيضا في عام 2019، تولى دور معلق في برنامج إلي بعدو إلى جانب كتاب الأعمدة السابقين في برنامج أمور جدية ، وهم خولة سليماني، بية الزاردي، كريم الغربي، وسيم الحريصي، مهدي R2M ، زياد المكي ومرام بن عزيزة الوافدة الجديدة وتقديم جعفر القاسمي. .كما شارك في نفس السنة في فيلم مشكي وعاود مع ألمع نجوم الكوميديا التونسيون كريم الغربي، جعفر القاسمي، سفيان الداهش وجوليا الشواشي.
في 2020، أخرج وألف مسلسل قلب الذيب الذي أنتجته خولة سليماني والذي وقعت أحداثه في الأربعينيات خلال الحرب العالمية الثانية. تم بثه في بداية رمضان 2020 على الوطنية 1. يجمع فريق التمثيل فتحي الهداوي ودليلة مفتاحي وفتحي المسلماني وعيسى حراث ورؤوف بن عمر والعديد من المشاهير.

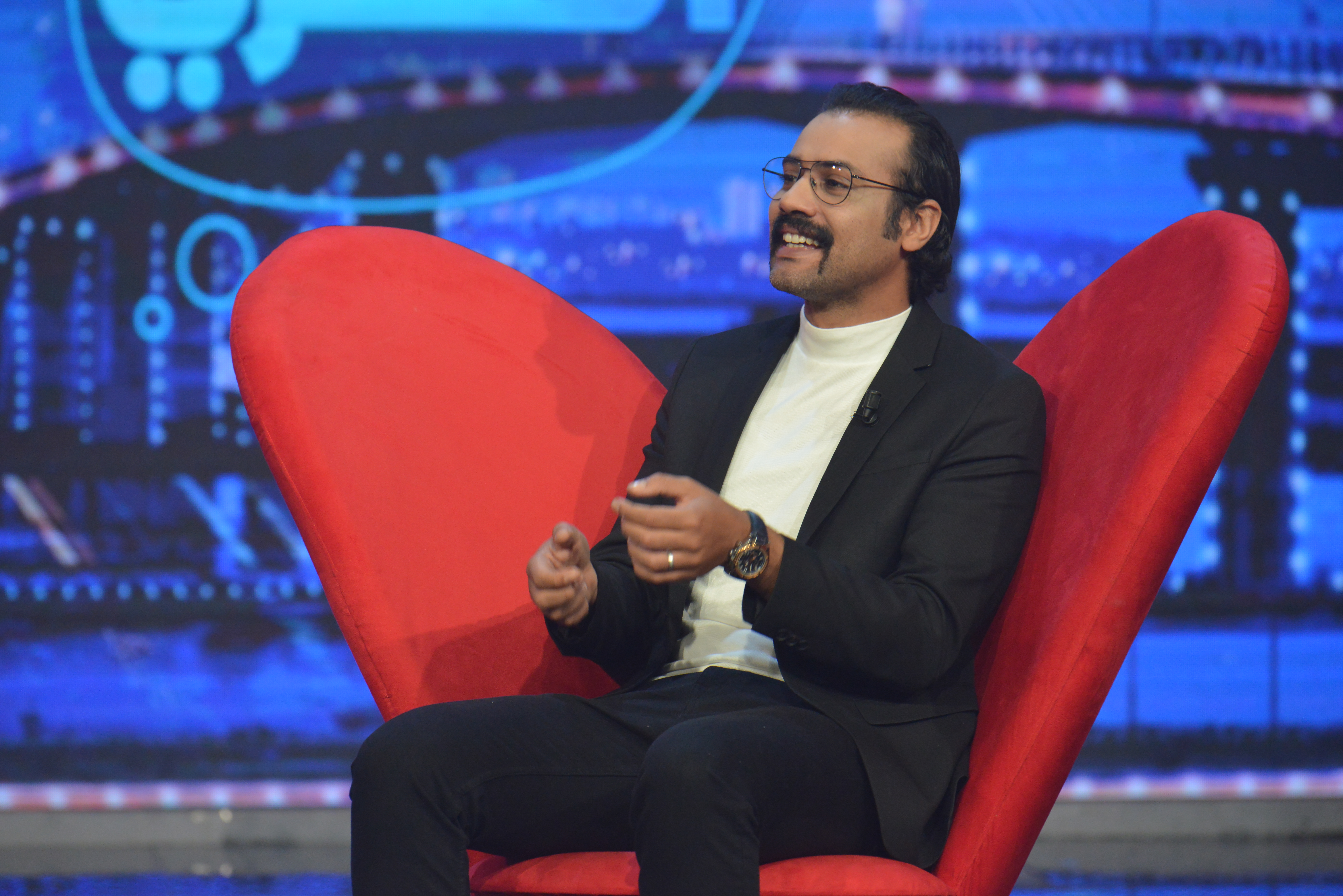
بسام الحمراوي في برنامج فكرة سامي الفهري على قناة الحوار التونسي

## حياته الشخصية
بسام الحمراوي متزوج.

## الجوائز
- 2017 : جائزة رمضان لكونه أفضل كوميدي تونسي
- 2018 : جائزة رمضان لكونه أفضل كوميدي تونسي: جائزة الراحل سفيان الشعري
- 2019 : جائزة رمضان لكونه أفضل كوميدي تونسي: جائزة الراحل سفيان الشعري

## الأعمال

### مسلسلات
- ليام للمخرج خالد الوليد البرصاوي، 2013 : رياض، طالب جامعي، يتجه نحو التطرّف الديني
- كاميرا كافي للمخرج إبراهيم اللطيف، 2013 : ضيف شرف
- دنيا أخرى للمخرج سامي الفهري، 2016، 2017، 2018، 2020 : سمير سنكوح
- أولاد مفيدة للمخرج سامي الفهري (الجزء الثالث)، 2017 : حميد
- قسمة وخيان للمخرج سامي الفهري، 2019 : حفناوي
- قلب الذيب للمخرج بسام الحمراوي، 2020 : حبيب
- إبن خلدون (سيت كوم) للمخرج سامي فعور، 2021 : سليم
- أريار لقدّام للمخرج بسام الحمراوي : شخصية حلمي

### فيلم قصير
- ولادة جديدة، 201'5 : مالك

### فيلم طويل
- هز يا وز للمخرج إبراهيم اللطيّف،2013
- روبيلوت (مشكي وعاود) للمخرج قيس شقير،[14] 2020

### برامج التلفزيونية
- لاباس، مقدم برامج، 2012، 2013، 2014، 2015، 2016
- كلام الناس مع علاء الشابي، 2012 ضيف
- أمور جدية مع نوفل الورتاني، 2016، 2017، 2018، معلق
- 90 دقيقة مع هادي زعيم، 2018 : ضيف
- إلي بعدو مع جعفر القاسمي،[15] 2019 : معلق
- فكرة سامي الفهري مع هادي زعيم، 2020 : ضيف

### إخراج
- قلب الذيب، 2020، إنتاج خولة سليماني
- سلسلة إن شاء الله مبروك، 2021، [16]
- سلسلة أريار لقدّام Arrière L'Goddem 2025 : حلمي

## مسرحيات
- ستاند باي، 2012  (Stand by)،  مع فيصل الحضيري، تأليف: معز القديري وبسام الحمراوي وفيصل الحضيري
- سيبني نحلم، 2013  مع فيصل الحضيري  تأليف وإخراج بسام الحمراوي
- مباركة ومبروكة في رحلة العمر، 2014،  مع فيصل الحضيري، تأليف: نوفل الورتاني، إخراج: الصادق حلواس
- السلام عليكم، 2015،  مع فيصل الحضيري ووسيم الحريصي تأليف: حسام حامد، إخراج: فتحي ذهبي
- ملا عيلة، 2016،  مع نعيمة الجاني وأميمة بن حفصية وفيصل الحضيري،  تأليف وإخراج: الصادق حلواس
- دراقة، 2017،  تأليف وإخراج بسام الحمراوي
- دوبل فاص 2018 (Double Face)، مع كريم الغربي، تأليف وإخراج بسام الحمراوي وكريم الغربي
- المايسترو

## مقالات ذات صلة
- سامي الفهري
- نوفل الورتاني
- فيصل الحضيري
- كريم الغربي
- وسيم الحريصي
- خولة سليماني
- بية الزردي
- زين العابدين المستوري
- الصادق حلواس
- وليد الزين
- زياد المكي

## وصلات خارجية
بسام الحمراوي على موقع IMDb (الإنجليزية)
- بسام الحمراوي على موقع قاعدة بيانات الأفلام العربية
- بسام الحمراوي على موقع ميوزك برينز (الإنجليزية)
- بسام الحمراوي على موقع قاعدة بيانات الفيلم (الإنجليزية)
- بسام الحمراوي على موقع كينوبويسك (الروسية)